# 400-as busz
A 400-as jelzésű autóbusz Budapest, Stadion autóbusz-pályaudvar és Tura, vasútállomás között közlekedik. A járatot a MÁV Személyszállítási Zrt. üzemelteti.

## Megállóhelyei
| 0                             | Budapest, Stadion autóbusz-pályaudvar végállomás | 28 | 1, 1A 73, 75, 77, 80 95, 130, 195 396, 397, 398, 399, 402, 410, 412, 414, 422, 424, 430, 432, 434, 435, 436, 437, 438, 439, 440, 441, 442, 485, 486 1020, 1021, 1024, 1031, 1034, 1037, 1039, 1040, 1044, 1045, 1046, 1049, 1050, 1052, 1053, 1054, 1060, 1063, 1066, 1067, 1068, 1069, 1070, 1075, 1076, 1077, 1078 |
| 1                             | Budapest, Kacsóh Pongrác út                      | 27 | 1, 1A, 3, 69 72, 74, 74A 25, 32, 225 396, 397, 398, 399, 402, 412, 414, 422, 424, 432, 434, 435, 436, 437, 438, 439, 442 1020, 1021, 1024, 1031, 1034, 1037, 1039, 1040, 1044, 1045, 1046, 1049, 1050, 1052, 1053, 1054, 1063, 1066, 1067, 1068, 1069, 1076                                                          |
| 2                             | Budapest, Szerencs utca                          | 26 | 96, 124, 225, 296, 296A 396, 397, 398, 399, 402, 412, 414, 422, 424, 432, 434, 435, 436, 437, 438, 439, 442 1020, 1021, 1024, 1031, 1034, 1037, 1039, 1040, 1044, 1045, 1046, 1049, 1050, 1052, 1053, 1054, 1063, 1066, 1067, 1068, 1069, 1076                                                                       |
| Budapest közigazgatási határa |                                                  |    | |
| 3                             | Bag, Malom vendéglő                              | 25 | 402, 404, 405, 406, 407, 408, 409 |
| 4                             | Bag, kultúrház                                   | 24 | 402, 404, 405, 406, 407, 408, 409 |
| 5                             | Bag, községháza                                  | 23 | 402, 404, 405, 406, 407, 408, 409 |
| 6                             | Bag, 3-as km-kő                                  | 22 | 402, 404, 405, 406, 407, 408, 409 |
| 7                             | Hévízgyörk, gyógyszertár                         | 21 | 402, 404, 405, 406, 407, 408, 409 |
| 8                             | Hévízgyörk, községháza                           | 20 | 402, 404, 405, 406, 407, 408, 409 |
| 9                             | Hévízgyörk, posta                                | 19 | 402, 404, 405, 406, 407, 408, 409 |
| 10                            | Hévízgyörk, Hajnal utca                          | 18 | 402, 404, 405, 406, 407, 408, 409 |
| 11                            | Galgahévíz, 7-es km-kő                           | 17 | 402, 404, 405, 406, 407, 408, 409 |
| 12                            | Galgahévíz, kegyeleti park                       | 16 | 402, 404, 405, 406, 407, 408, 409 |
| 13                            | Galgahévíz, községháza                           | 15 | 402, 404, 405, 406, 407, 408, 409 |
| 14                            | Galgahévíz, Ady Endre utca                       | 14 | 402, 404, 405, 406, 407, 408, 409 |
| 15                            | Galgahévíz, Fő út 289.                           | 13 | 402, 404, 405, 406, 407, 408, 409 |
| 16                            | Tura, Galgahévízi utca 2.                        | 12 | 402, 404, 405, 406, 407, 408, 409 |
| 17                            | Tura, József Attila utca                         | 11 | 402, 404, 405, 406, 407, 408, 409 |
| 18                            | Tura, Magdolna utca                              | 10 | 402, 404, 405, 406, 407, 408, 409 |
| 19                            | Tura, Tabán út                                   | 9  | 402, 404, 405, 406, 407, 408, 409 |
| 20                            | Tura, Sport utca                                 | 8  | 402, 404, 405, 406, 407, 408, 409 |
| 21                            | Tura, Arany János utca*                          | 7  | 402, 404, 405, 408, 409, 445 |
| ∫                             | Tura, Zsámboki utca autóbusz-forduló*            | 6  | 402, 404, 405, 408, 409, 445 |
| 22                            | Tura, Arany János utca*                          | 5  | 402, 404, 405, 408, 409, 445 |
| 23                            | Tura, Gábor Áron utca                            | 4  | 402, 404, 405, 406, 407, 408, 409, 445 |
| 24                            | Tura, hatvani útelágazás                         | 3  | 402, 404, 405, 406, 407, 408, 409, 445 |
| 25                            | Tura, vasútállomás elágazás                      | 2  | 402, 404, 405, 408, 445 |
| 26                            | Tura, Éva utca                                   | 1  | 402, 404, 405, 408, 445 |
| 27                            | Tura, vasútállomás végállomás                    | 0  | 402, 404, 405, 408, 445 S80 G80 InterRégió |

*Zsámboki utcai autóbusz-fordulót csak néhány járat érinti.